# Hitchenia glauca
Hitchenia glauca är en enhjärtbladig växtart som beskrevs av Nathaniel Wallich. Hitchenia glauca ingår i släktet Hitchenia och familjen Zingiberaceae. Inga underarter finns listade i Catalogue of Life.